# Al-Qasim al-Ma'mun
Al-Qasim al-Ma'mun, död 1025, var kalif av Córdoba 1018–1021 och 1023.